# Der Streit zwischen Apopi und Seqenenre
Der Streit zwischen Apopi und Seqenenre (auch Apophis und Seqenenre) ist ein im Original titelloses Werk der altägyptischen Literatur. Die Erzählung stammt aus der späten 19. Dynastie (um 1200 v. Chr.) und thematisiert literarisch die Ursachen des Konflikts zwischen den Hyksos, die von Avaris (Auaris) aus im Nildelta herrschten und dem thebanischen Fürstengeschlecht, das die 17. Dynastie bildete, während der Zweiten Zwischenzeit. Der Hyksos-König Apopi I. provoziert darin seinen thebanischen Kontrahenten Seqenenre, indem er ihm eine Botschaft schickt mit der Forderung, er möge den Kanal der Nilpferde stilllegen, da ihn ihr Gebrüll beim Schlafen störe.

## Historischer Hintergrund

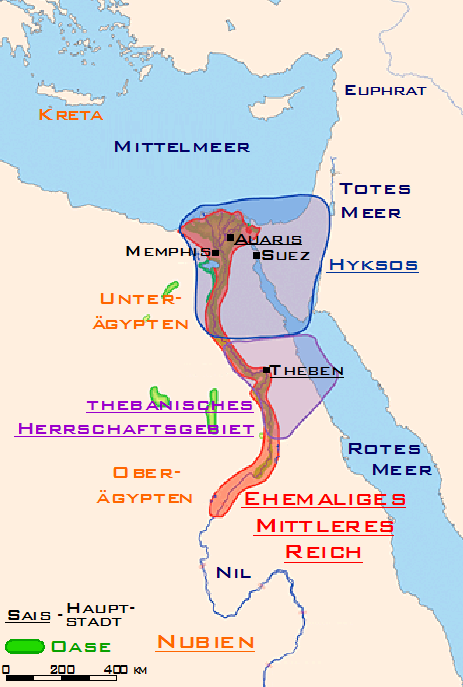
Ägypten zur Zeit der Zweiten Zwischenzeit

In der politisch instabilen Zweiten Zwischenzeit (ca. 1648–1550 v. Chr.) war Ägypten zweigeteilt. Im Norden herrschten die sogenannten Hyksos (Ḥq3-ḫ3swt – „Herrscher der Fremdländer“), bei denen es sich um Einwanderer aus Vorderasien handelt, die sich politisch unabhängig machen konnten. Im Süden regierte ein thebanisches Fürstengeschlecht, das sich als rechtmäßige Nachfolger der 13. Dynastie sah, jedoch den Hyksos tributpflichtig war. Etwa zur Zeit des Hyksos-Königs Apopi I. (15. Dynastie) und des thebanischen Königs Seqenenre (17. Dynastie) kam es zu zunehmenden Feindseligkeiten. Möglicherweise verhängten die Hyksos, die in Avaris regierten und zumindest das gesamte Nildelta beherrschten, ein Handelsembargo über den Süden. Theben war vom östlichen Mittelmeerraum abgeschnitten und verlor dadurch an wirtschaftlicher Bedeutung.
An der Mumie des Seqenenre konnten fünf schwere Kopfverletzungen festgestellt werden. Dies führte zur Theorie, dass er tatsächlich im Kampf gegen die Hyksos starb. Auch wenn diese Verletzungen allgemein als Todesursache akzeptiert werden, bleiben die Abfolge ihrer Zufügung und die genauen Todesumstände umstritten. Dennoch dürfte aus historischer Sicht Seqenenre den Konflikt mit den Hyksos angetrieben haben. Seine Nachfolger Kamose und Ahmose setzten den Kampf fort. Zwei Stelen und eine Schreibertafel berichten von Feldzügen des Kamose gegen die Hyksos. Jedoch erst Ahmose gelang es, Avaris einzunehmen, die Hyksos endgültig zu vertreiben und somit das Land wieder zu vereinen. Damit begründete er das Neue Reich.

## Überlieferung
Überliefert ist die fragmentarische Erzählung auf dem Papyrus Sallier I, der sich heute im British Museum befindet (Inv. pBM 10185). Sie wird zu den Miscellanies gezählt, das heißt zu den Schülerhandschriften. Die Handschrift datiert in die späte 19. Dynastie, wahrscheinlich in das 10. Regierungsjahr des Merenptah. Der Text ist lücken- und fehlerhaft und bricht zudem in der 3. Zeile und 3. Kolumne mitten im Satz ab. Danach folgt eine Brieflehre. Als Kopist des Papyrus wird ein Schreiber namens Pentawaret genannt. Das Recto enthält die Lehre des Amenemhet.

## Inhalt
Die Erzählung fantasiert über die Ursprünge des Konflikts zwischen dem thebanischen Herrscher Seqenenre und dem Hyksos-König Apopi (Jppj – Ippi). Auffällig ist, dass Seqenenre nur einmal, in der Einleitung, als „König“ (nsw – nesu) bezeichnet wird und im weiteren Verlauf nur „Fürst (ḥq3 - Heka) der südlichen Stadt“. Apophis dagegen wird immer „König“ genannt.

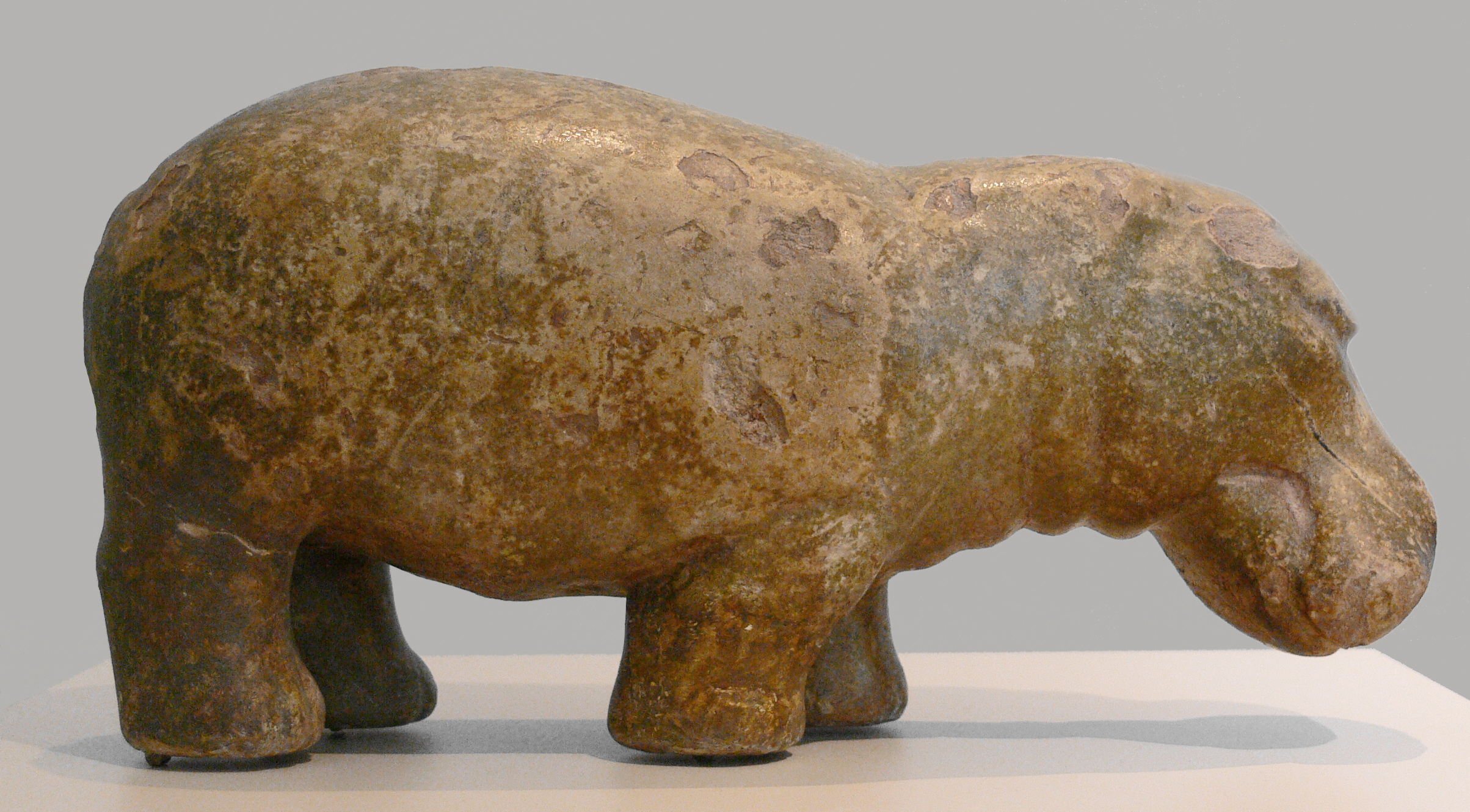
Fayenceskulptur aus dem Neuen Reich Ägyptens

Laut der Erzählung herrscht in Ägypten Chaos. Apopi verehrte den Gott Seth, dem er einen Tempel errichtete. Das ganze Land leistete ihm Tribut, ebenso der Norden. Apopi provoziert seinen Kontrahenten im 500 km entfernten Theben, indem er ihm eine Botschaft mit der Forderung schickt, er möge den Kanal (oder Teich) der Nilpferde stilllegen, da ihn das Gebrüll der Nilpferde beim Schlafen störe. Ein Bote überbringt die folgende Nachricht:

„Es ist König Apopi, der [mich] zu dir geschickt hat, um mitzuteilen: „Man soll sich vom Kanal der Nilpferde zurückziehen, der sich im Osten der Stadt befindet, denn sie lassen nicht zu, dass Schlaf zu mir kommt bei Tag und bei Nacht, weil ihr Gebrüll in seinen (?) Ohren ist“.“

Aufgrund der absurden Forderung stutzt Seqenenre eine Weile und kann keine umgehende Antwort geben. Schließlich schickt er den Boten gut versorgt zurück mit der Antwort, dass er die Angelegenheit in Ordnung bringen werde. Daraufhin berät er sich mit seinem Hofstaat, der jedoch keine passende Reaktion weiß. Nach dem Hinweis auf eine weitere Botschaft des Apopi bricht die Überlieferung ab.

## Interpretationen
Aufgrund des fragmentarischen Zustandes des Textes kann über dessen Bedeutung nur spekuliert werden.
Gaston Maspero und Emma Brunner-Traut sehen darin ein Märchen, welches auf eine Scharfsinnsprobe hinauslief, wie sie ein Großteil der orientalischen Märchen zum Gegenstand hat. Auch Günter Burkard und Heinz J. Thissen halten es für möglich, dass der Text auf dieser Ebene angesiedelt ist. Pathor Labib charakterisierten ihn als „eine Geschichtserzählung in der Sprache und im Stil einer Volkserzählung“.

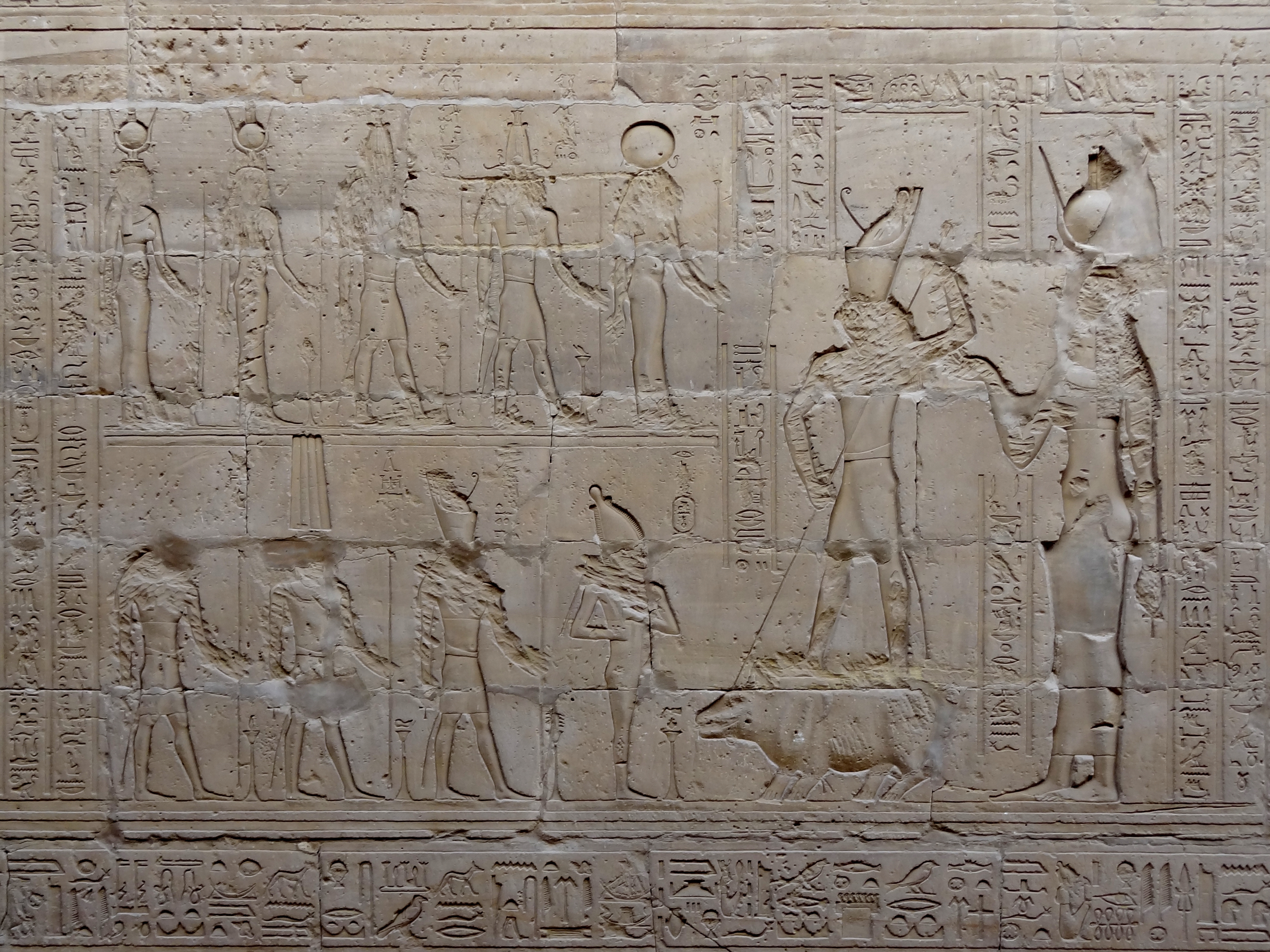
Seth wird in der Erscheinungsform als Nilpferd harpuniert

Torgny Säve-Söderbergh führt den Konflikt auf einen religionspolitischen Gegensatz zurück. Die Hyksos verehrten den ägyptischen Gott Seth, den sie mit dem vorderasiatischen Gott Baal gleichsetzten. Das Nilpferd, das in Wasser und Morast lebt, ist eine Erscheinungsform des Sturmgottes Seth. Auf der anderen Seite gehörte die Nilpferdjagd zu den kultischen Tätigkeiten eines ägyptischen Königs. Durch dessen Erlegung triumphierte er symbolisch über das Chaos. So war für die Hyksos das Nilpferd ein heiliges Tier. Demgegenüber harpunierten es die Thebaner als Götterfeind. Im übertragenen Sinne schmerzte in Apopis Ohren das Geschrei der gequälten Tiere in Theben.
Für Jan Assmann verdeutlicht der Text, dass die Hyksos-Erfahrung einen wichtigen Platz im kulturellen Gedächtnis Ägyptens einnahm. Nicht zuletzt spielte dafür das Amarna-Trauma eine wichtige Rolle. Fast zwei Jahrhunderte nach der Hyksos-Herrschaft führte König Echnaton einen religiösen Umsturz durch, als er nur noch den Sonnengott Aton verehrte. Da später alle Spuren dieses Umsturzes vernichtet wurden, fand diese traumatische Erfahrung keinen Eingang in die offizielle Überlieferung. Trotzdem hinterließ sie Spuren im kollektiven Gedächtnis: Die verschobene Amarna-Rückerinnerung wurde zunehmend auf die Hyksos und den Gott Baal/Seth projiziert. Sie erschienen nachwirkend als „Seth-Monotheisten“ und „religiöse Frevler“. So erfahren wir beispielsweise in der Erzählung, dass Apopi angeblich eine monotheistische Religion praktizierte:

„Da machte König Apopi sich Seth zum Herrn, indem er keinem anderen Gott im ganzen Lande diente ausser Seth. Er erbaute einen Tempel aus vollkommener Arbeit für die Ewigkeit neben dem Hause des Königs Apopi, und er erschien bei Tages[anbruch ?] um Opfer zu bringen […] täglich für Seth, während die Vornehmen [des Palastes] Kränze trugen, genau so wie man es im Tempel des Re-Harachte zu tun pflegt.“

Durch die Auseinandersetzung mit religiöser Andersartigkeit wurde der Gott Seth allmählich in die Gestalt des religiös Anderen mit einbezogen.

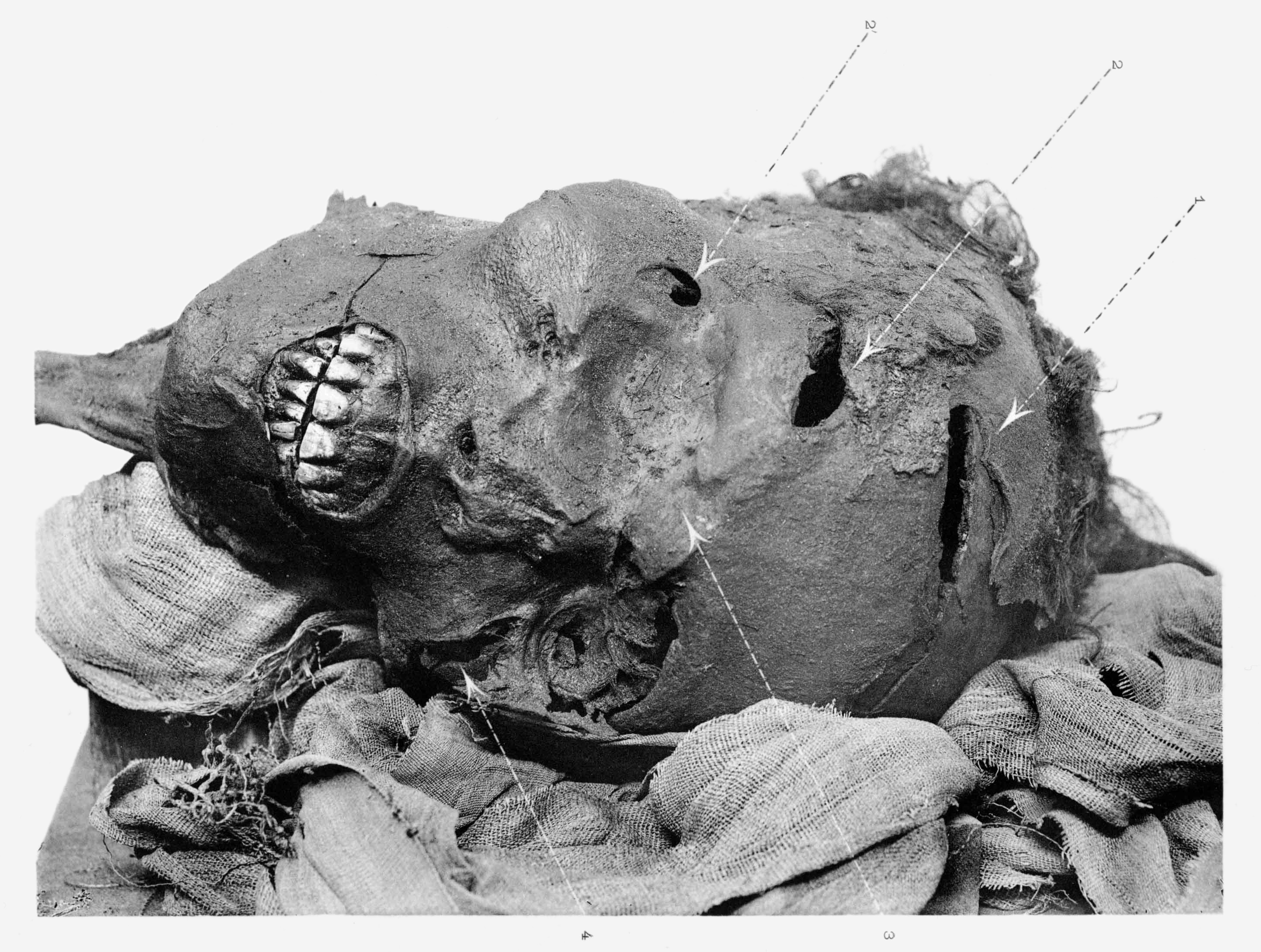
Stark beschädigter Kopf der Mumie des Seqenenre

Nach Anthony Spalinger konzentriert sich die Erzählung auf „Krieg“ und „Königtum“, zwei miteinander verwobene Themen, die weit verbreitet sind im Korpus der „Late Egyptian Stories“. Ob Seqenenres Rolle in der Erzählung der eines „verborgenen Helden“ entspricht, verbleibt spekulativ. Dennoch geht Spalinger davon aus, dass im Sinne des kollektiven Gedächtnisses jener Aspekt von Seqenenre am besten erinnert war, dass er mit einem Angriff auf das Gemeinwesen Ägyptens konfrontiert war, in diesem Fall Theben. Dadurch rüttelte er das Volk in seinem Nationalismus wach.
Thomas Schneider erwägt, dass der von Seqenenre angelegte Teich mit den Nilpferden konkreter Unterägypten – und damit den Anspruch des thebanischen Königs auf das von Apopi beherrschte Delta – symbolisiert, was einer Kriegserklärung gleichkommen könnte. So muss die Auseinandersetzung der Thebaner mit der Dynastie von Avaris vorrangig als Kampf um die politische Vormacht verstanden werden. Obwohl der von den Thebanern angestrebte Machtwechsel ideologisch aufgeladen als Krieg gegen asiatische Barbaren dargestellt wurde, bedeutet er nach Schneider de facto vielleicht zunächst nicht mehr als einen Königswechsel.

## Anmerkung
1. ↑  Besonders die ältere Literatur verwendet Apophis statt Apopi bzw. Apapi. Thomas Schneider hat jedoch gezeigt, dass es sich bei Jppj um einen ägyptischen „Kose- oder Lallnamen in der Art von Pepi“ handelt. Die Lesung als „Apophis“ ging auf eine vokalisierte Form bei Manetho zurück, die man lange Zeit für einen ausländischen Namen hielt, die einen Anklang auf die Chaosschlange Apophis (ˁ3pp) suggeriert. Notation und Aussprache des Königsnamens Apopi war zu dieser Zeit aber sicher noch von der der Chaosschlange Apophis verschieden. Siehe: Thomas Schneider: Ausländer in Ägypten während des Mittleren Reiches und der Hyksoszeit. Teil 1. Die ausländischen Könige. Wiesbaden 1998, S. 36–39.